# Edward Morgan (martyr)
 (octobre 2023).
Si vous disposez d'ouvrages ou d'articles de référence ou si vous connaissez des sites web de qualité traitant du thème abordé ici, merci de compléter l'article en donnant les références utiles à sa vérifiabilité et en les liant à la section « Notes et références ».
Pour les articles homonymes, voir Morgan.
Edward Morgan, né à Bettisfield dans le Flintshire au Pays-de-Galles et mort le 26 avril 1642 à Tyburn, Londres en Angleterre, est un prêtre catholique gallois, accusé de trahison et exécuté.

## Biographie
Né dans une famille fidèle à l'Église catholique, il est envoyé sur le continent à Saint Omer pour y recevoir une éducation catholique. Se destinant à la prêtrise mais ne pouvant étudier la théologie catholique en Angleterre, il passe par les différents collèges anglais de Rome, Valladolid et Madrid (son passage par le collège anglais de Douai est incertain). Un temps il pense à la vocation jésuite et intègre le noviciat en 1609. Renonçant à se faire jésuite il est néanmoins ordonné prêtre avant de prendre la mer pour son pays natal en 1621. Arrêté il est une première fois emprisonné à la prison de Flintshire en 1629 pour refus de prêter serment au monarque anglais (ce qui impliquait de le reconnaître comme chef suprême de l'Église). En 1632 il est à nouveau arrêté et transféré à la prison de la Fleet à Londres, prison dans laquelle il passera près de 10 ans. En avril 1642 son sort est joué. Il est condamné à mort. Avec lui est aussi condamné à mort un franciscain écossais John Francis Quashet. Il subit le traitement réservé au traître à savoir pendaison, éviscération et écartèlement.

## Vénération
Reconnu comme un martyr catholique, il est béatifié le 9 décembre 1886 par le pape Léon XIII en compagnie de John Fisher, Lawrence Cook, Thomas Epson, John Stone et Giles Heron. Figurant dans la liste des martyrs de Douai il est vénéré individuellement par l'Église catholique le 26 avril.